# Skunkworks
Skunkworks – trzecia solowa płyta Bruce'a Dickinsona, wydana w 1996.

## Lista utworów
1. "Space Race"
2. "Back from the Edge"
3. "Inertia"
4. "Faith"
5. "Solar Confinement"
6. "Dreamstate"
7. "I Will Not Accept the Truth"
8. "Inside the Machine"
9. "Headswitch"
10. "Meltdown"
11. "Octavia"
12. "Innerspace"
13. "Strange Death in Paradise"

## Twórcy
- Bruce Dickinson – wokal, projekt, teksty, gitara, fotograf
- Jack Endino – inżynier, miksowanie
- Chris Dale – bas
- Alex Dickson – gitara
- Alessandro Elena – perkusja
- Tony May – fotograf
- Rupert Truman – fotograf